# たこ八郎
たこ 八郎（たこ はちろう、1940年〈昭和15年〉11月23日 - 1985年〈昭和60年〉7月24日）は、日本の元プロボクサー・コメディアン、俳優。本名は斉藤 清作（さいとう せいさく）。
元日本フライ級王者。俳優活動では太古 八郎、多胡 八郎、多古 八郎、タコ 八郎などの名義も用いた。
座右の銘は「迷惑かけてありがとう」。

## 略歴

### 生い立ち
宮城県仙台市新田（現宮城野区）の農家に、8人兄弟の次男（第4子）として生まれる。少年時代に友達と泥んこの投げ合いをしていて、泥が左眼に当たったことが原因で左眼の視力をほとんど失う。すぐに病院に行き治療すれば失明はしなかったと言われたが、少年時代は裕福な家庭ではなかったため、病院に行けば親に迷惑がかかると思い黙っていたと後に語っている。
仙台育英学園高等学校在学中、ボクシング部に入部（1年の時に、野球部を引退した当時3年の芳賀勝男が練習に参加していた）。2年生時には宮城県大会で優勝している。

### ボクサーとして
高校卒業後上京し、様々な職を転々とした後、笹崎ボクシングジムに入門。左目の障害を隠し、視力表を丸暗記してプロテストに合格、1960年9月、プロボクサーとしてデビューした。同ジム同期にはファイティング原田がいた。
1962年、第13代日本フライ級チャンピオンとなった。髪型を河童のように刈り込んだことから「河童の清作」の愛称で呼ばれた。
左眼が見えないハンデを相手に悟られないように、相手のパンチをかわさず打たれ続け、さらに挑発的な言葉を相手に投げかけ、相手が打ち疲れ戦意を喪失した後に反撃してラッシュをかけるファイトスタイルを用いた。この戦術は、漫画『あしたのジョー』の主人公、矢吹丈のモデルになったとも言われている。原田は「どんなに打たれても倒れず、耳元で『効いてない効いてない』とささやき続けた。対戦相手にとってはそれが本当に怖かった」と語っている。しかし、受けた頭部へのダメージ蓄積によりパンチドランカーとなり、王座防衛戦敗退を期に引退した。

#### 戦歴
- 1960年11月、ノンタイトル4回戦。後の東洋王者となる青木勝利と引き分けになった。
- 1962年6月、ノンタイトル8回戦。後の東洋王者となる中村剛に判定勝ちした。
- 1962年12月28日、日本フライ級王座に挑戦する。野口恭に10回判定勝ちで王座獲得した。以後2回防衛となった。
- 1963年2月19日、後の世界フライ級王者となるチャチャイ・ラエムファバーに、8回TKO負けした。キャリア唯一のTKO負けだが、一度もダウンは奪われていない。
- 1963年8月22日、高山勝義にノンタイトルで、10回判定負けした。
- 1964年4月2日、日本王座3度目の防衛戦。10回判定で敗れ王座陥落し、現役引退した。

最終戦績34勝（11KO）8敗1分（一部資料では41戦32勝（10KO）8敗1分や32勝8敗1分とも言われている）。

### コメディアン・俳優として
引退翌日、同郷のコメディアン・由利徹に弟子入り。当初、由利は斉藤を弟子にするつもりはなく、ボクサー時代に弟子入りを希望してきた斉藤に、断る口実として「ボクシングでチャンピオンになったら弟子にする」という条件を出し、その時には王者になるとは思ってもいなかったが、実際に日本王者になり、それならと弟子入りを認めたという。斉藤は「たこ八郎」の名を与えられ、劇場やキャバレーに出演した。なお、芸名は由利とよく行っていた自宅近くの行き付けの居酒屋「たこきゅう」から採った。最初は「太古八郎」と名付けたが、漢字が書けないからと平仮名に変えたという。
当初は師匠の由利宅に住み込みだったが、パンチドランカーの症状で、台詞覚えが悪く、寝小便も度々あったため本人がそれを気にし、その後は友人宅を泊まり歩いた。受け入れた友人たちはたこの素朴で温厚な人柄に触れ、邪険に扱うことはなかった。また、毎晩のように飲み屋で過ごしていたが、請求が来ることはなかったという。
作家の団鬼六の鬼プロダクションの正社員となり、団のアシスタントを務めていた時期があったが、アシスタントといっても、事務所の留守番が主な仕事で、食事、掃除、洗濯等の家事全般を引き受けており、団鬼六は著書の中で「或る意味では彼は私にとって欠くべからざる人間であった」と述べている。その団は、たこを座長に据えた喜劇一座をプロデュースした。主にポルノ映画館で映画の前座として公演し、好評を博したが、ポルノ映画業界が前座に芝居公演などの興行を組むことをやめるようになったため、たこの喜劇一座も解散した。
団鬼六との出会いはたこのマネージャーが売れない彼を売る為に声優の仕事をさせようと当時、和光産業で吹き替えの台本を書いていた団に相談し、彼が担当していたテレビアニメ『がんばれフレッド』に声優として起用されたことであるとされる。
コメディアン転身後、ストリップ劇場やキャバレー、ピンク映画に出演すると、これを見た山本晋也に気に入られた。また、1965年からの『網走番外地』シリーズに出演する由利徹に付いて行った所、過去にたこの試合を見ていた高倉健（当時、東映所属）から声をかけられた。これらのことから1970年代頃に山本の監督作『未亡人下宿』シリーズをはじめとするピンク映画や、高倉の主演映画やその他東映の一般映画などに多数出演することとなった。
その後1977年の高倉の主演映画『幸福の黄色いハンカチ』に出演し、俳優としてのたこの名が広く知られるようになった。ちなみに生前自分の芝居（演技）について聞かれた際、「オレの場合、芝居ではなくて、ただ画面の中にいただけ」と答えたという。
テレビでは「ムー一族」で細川俊之とコンビを組み、キンキラのダボシャツを着た怪演ぶりで茶の間の話題をさらった。出てくるだけで笑いを誘う特異なキャラクター性がうけ、テレビ番組への出演が相次いだ。

### 突然の死
晩年には新宿区百人町に移り住んでいた。
1985年7月24日(水曜日)の午前10時20分頃、たこは神奈川県足柄下郡真鶴町の岩海水浴場で仲間とともに飲酒した後、一人で海水浴をしていたところ、沖で浮き沈みしているのを仲間が見つける。仲間らに引き揚げられたが間もなく死亡した。死因は心臓麻痺とされる。44歳没。生涯独身だった。訃報は、たこが当時レギュラー出演していた『笑っていいとも!』の放送中、タモリによって全国に伝えられた。
葬儀・告別式の葬儀委員長は、中部日本放送（CBCテレビ）制作のトーク番組で共演した際に、たこから「もし、俺が死んだら葬儀委員長をやってほしい。」と冗談交じりに話をした、師匠の由利とも親交が深い漫画家の赤塚不二夫が務めた。新聞の見出しには「たこ、海で溺死。」と書かれ、弔問に訪れたタモリも「たこが海で死んだ。何にも悲しいことはない。」と、たこの死を悼んだ。出棺の時、赤塚はたこの額を叩き「この野郎、逝きやがったな。」と泣き笑いをしていたという。葬儀終了後、師匠である由利の先導による参列者の三本締めによって霊柩車は式場を後にした。

## 人物・エピソード

### 芸風
- 中央部だけ少し伸ばした前髪がトレードマークで、たこ自身が考えた髪型である。この髪型には、「一本筋を通す」という意味が込められていたという[4]。
- いつも酩酊状態のような表情と身振りで、上記の前髪を中央に集めて垂らしたコミカルな風貌と、「たっこでーす」という決め台詞で茶の間の人気者になった。
- 金粉を全身に塗って走ったことがある（結局、途中で呼吸困難になってリタイア）[3]。

### 元ボクサーの片鱗、喧嘩
- 右耳の三分の一が欠損していた。ある夜、飲み屋で客と喧嘩になり右耳を噛まれたため[3]。
- ある日、酔っぱらっていた姿がとある居酒屋の主人の気を損ねたのか、たこはつまみ出されそうになったが、その場に居合わせた立川談志が、「これ河童の清作だよ」と言うと、主人は「うへぇー」と参って、掴んでいた首根っこを思わず離してしまったという。
- 映画『幸福の黄色いハンカチ』に端役で出演した際には、高倉健との喧嘩シーンで切れのある動きを見せ、かつての片鱗を見せた。共演した武田鉄矢はラジオで「撮影の合間に数人のチンピラに絡まれたことがあるが、たこさんがヌーッと出てきてフッと動いた次の瞬間、チンピラ全員が地面に倒れていた」というエピソードを披露したことがある。

### 身近な人からの評価
- 高倉健は映画で共演するようになったたこについて、「（ボクシング界で）チャンピオンになるくらいの人ですから、人並外れた集中力というのか、持続力というのか…すごいんじゃないかと思います」と語ったことがある[4]。
- たこと親交のあった編集者で演出家の高平哲郎は、「たこちゃんは頭のいい人でした。“ちゃんとした人なのかバカなのか”というギリギリの人だった。もしくはそう見せていただけなのか。そんな所が芝居でいい味を出すのです」[4]。
- たこと15年間ほどの付き合いがあった俳優・外波山文明は後年、「たこちゃんは誰からも愛された。たこちゃんに（先の寝小便など）迷惑をかけられても、僕たちは世話をするのが楽しかった。彼はそんな憎めないタイプだったんです」と回想している[4]。
- 柄本明は後年、「酔っぱらいでだらしない。だけどチャーミングで、誰からも愛される。一見すると弱そうだし、たこちゃんをよく知らない人たちの中には、彼の風体を軽く見る者もいました。でも、あれ（たこがテレビなどで見せる言動）は、実は本人による演出（キャラ付け）だったのではないか」と回想している[4]。

### 親族
- 甥の斉藤清人もプロボクサーで、1992年に全日本新人王決定戦・フェザー級を制している。

### 追悼・顕彰
- 柄本明によると、たこが亡くなった頃、当時親交のあった俳優・石倉三郎は「あの野郎、とうとう正体を見せずにいなくなっちまった」とその死を悼んだという。この発言を踏まえて柄本は、たこについて以下のように語っている。「たこちゃんは本当はクレバー（賢い）で、常に自分の役割を考えて“たこ八郎”という人物を演じていたような気がする。だから、最後まで正体を見せなかったのではないかと思うのです」[4]。
- 後年、赤塚不二夫は週刊プレイボーイにて「現代の妖精だったね。たこは」とたこを追悼するコメントを残している。赤塚は後に1994年に執筆した『天才バカボン』の短編「帰ってきた天才バカボン」においてお盆で地上に帰ってきたたこが、レレレのおじさんに魂が宿ったという形でたこを自作の代表作内に“出演”させている[11]。
- アルバム『海静か、魂は病み』にコーラス（叫び声）で起用するなど親交があった友川かずきは、たこに捧げた曲「彼が居た - そうだ!たこ八郎がいた」を含む追悼アルバム『無残の美』をリリースした。
- ムーンライダーズのアルバム『ANIMAL INDEX』に、たこ八郎のことを歌った「悲しいしらせ」という曲がある。
- 坂田明のアルバム『TACOLOGY』に、たこ八郎に捧げた「BALLAD FOR TACO(dedicated to Hachiro Taco)」という曲がある。

#### たこ地蔵
東京都台東区下谷2丁目にある下谷法昌寺に、「たこ地蔵（たこ八郎地蔵）」が建立されている。1985年に建てられたこの地蔵は、たこのトレードマークだった髪型と、酒場での喧嘩で拳を使わずかじり取られたとされる右耳を象っている。
人気絶頂のうちに突然他界した、たこの霊を慰めようと、1985年秋、由利徹、赤塚不二夫、映画監督の山本晋也らが発起人となって建てられた。たこの墓は故郷の宮城県にあるものの、赤塚らが「東京でもお参りする所があったらいい」との提案から建てられた。
胴体の部分には、たこの遺筆による座右の銘「めいわくかけて ありがとう たこ八郎」と刻まれている。

### その他
- フライ級の東日本新人王戦の準決勝でファイティング原田との同門対決となったため、対戦を辞退している。この辞退に関して、たこの没後、原田は「他の人の前で何と言ったかは知らない。しかし自分の前では、ただの一度も恨み言は言わなかった」と語っている。
- 団鬼六のアシスタント時代、大切な将棋盤を酔ってタクシーの中に置き忘れたり、将棋の駒を磨くように言われたところ、石鹸を使って水洗いしてしまい、フニャフニャにしてしまったりするなど失敗も多く、食事も前日の飲み会の残飯などを入れて煮込んだだけの「ちゃんこ鍋」という名のごった煮が多かったという。
- たこの面倒をよく見ていた女優のあき竹城は、飲酒が多いことを心配し、「（お酒ばかり飲んでないで）ちゃんとご飯を食べなきゃダメだよ」などと、彼の世話を良く焼いていた。そのため、「たこの恋人」と言われたこともあったという[3]。
- あき竹城と共演した舞台稽古中に勢い余って脱糞したことがあり、たこは自著に以下のように書き記している[4]。「あきから『ダメだよ、もっと大きな声出さなくっちゃ』とダメ出しをされた。『ウオー！！』って言ったらね、（腹から声を出した反動で）チビッちゃったの。そばにいた九九八十一（くく やそいち。コメディアン）の頭にクソをなすりつけちゃったよ」[4]。
- 柄本明とは、1974年頃に新宿ゴールデン街の飲み屋で偶然出会い、以降飲み仲間になった。1976年に柄本が劇団東京乾電池を立ち上げるとたこが観に行くようになり、ほどなくして柄本の依頼を受けて舞台にゲスト出演するようになった[4]。また、1984年のたこの半生をドラマ化した『迷惑かけてありがとう』（NHK・銀河テレビ小説）では、たこをモデルとした主人公・佐々木金助を柄本が演じた[4]。
- 俳優・外波山文明が経営する新宿ゴールデン街のバー「クラクラ」が行きつけで、店ではいつもウイスキーの水割りを飲んでいた[4]。

## 出演

### 映画
- 汚辱の女（1966年、大蔵映画） - 谷口 ※「太古八郎」名義
- 鞭と陰獣（1968年、ミリオンフィルム） - 宮下 ※「太古八郎」名義
- 新網走番外地 吹雪のはぐれ狼（1970年、東映）
- 現代やくざ 盃返します（1971年、東映） - タメ
- やくざ刑事 恐怖の毒ガス（1971年、東映） - ピンタ
- 狼やくざ 殺しは俺がやる（1972年、東映） - 佐藤八郎
- ずべ公番長 ざんげの値打もない（1971年、東映）
- ポルノの帝王（1971年、東映） - 鄭 ※「太古八郎」名義
- ごろつき無宿（1971年、東映） - 露天商
- 新網走番外地 嵐呼ぶ知床岬（1971年、東映）
- 新網走番外地 吹雪の大脱走（1971年、東映） ※「太古八郎」名義
- ポルノの帝王 失神トルコ風呂 (1972年、東映) - 入院患者  ※「太古八郎」名義
- 新網走番外地 嵐呼ぶダンプ仁義（1972年、東映） - 出羽亀松 ※「太古八郎」名義
- 現代やくざ 人斬り与太（1972年、東映） - チンピラ ※「太古八郎」名義
- 昭和残侠伝 破れ傘（1972年、東映） - 岩寅
- 女囚さそり けもの部屋（1973年、東映）
- 実録 私設銀座警察（1973年、東映） - 池谷三郎の子分
- 聖獣学園（1974年、東映） - 亀田辰平 ※「太古八郎」名義
- 色情トルコ日記（1974年、東映）
- 超能力だよ全員集合!!（1974年、松竹） - 中国人
- 女必殺拳 危機一発（1974年、東映） - 宮本武夫
- 従軍慰安婦（1974年、東映） - 砂山衛生兵
- ザ・ドリフターズの極楽はどこだ!!（1974年、松竹） - 極楽島の原住民
- 金髪トルコ嬢(秘)SEX狂宴（1975年、日活） ※「多胡八郎」名義
- 女子大学(秘)レポート 肉体入学式（1977年、日活）
- 発情痴帯（1977年、東映）
- 幸福の黄色いハンカチ（1977年、松竹） - 帯広のヤクザ風の男
- 未亡人下宿 初のり（1978年、日活）
- こちら葛飾区亀有公園前派出所（1977年、東映）
- トラック野郎・熱風5000キロ（1979年、東映） - たこ八
- 下落合焼とりムービー（1979年、東映） - 斉藤清作
- 新痴漢地下鉄（1979年、新東宝） ※「多古八郎」名義
- 河内夜這い専科（1979年、獅子プロダクション）
- 戦争の犬たち（1980年、狂映社）
- 思えば遠くへ来たもんだ（1980年、松竹） - 大曲のやくざ
- 痴漢師 土手さがし（1980年、太平洋映画）
- 痴漢エロ泥棒（1980年、獅子プロ）
- 未亡人下宿 あの道この道教えます（1980年、現代映像企画）
- 未亡人下宿 初濡らし（1980年、現代映像企画）
- 必殺! THE HISSATSU（1984年、松竹） - キツツキの吾平
- パンツの穴（1984年、ジョイパックフィルム）
- 愛染恭子の未亡人下宿（1984年、日活）
- 双子座の女（1984年、日活） - 患者
- カポネ大いに泣く（1985年、松竹富士） - 乞食の親分
- ビッグマグナム 黒岩先生（1985年、東映） - 多湖清
- ペンギンズ・メモリー 幸福物語（1985年、東宝東和）※声の出演

### テレビドラマ
- 刑事くん 第48話「緑映える夢」（1972年） - 貸本屋のヒロちゃん ※「太古八郎」名義
- どっこい大作 第33話「殺し屋にパンを投げろ!!」（1973年）
- アイフル大作戦 第38話「バラン・ドロン殺人事件」（1973年）
- 家なき子 第8話「小さな冒険旅行」（1974年、TBS） - 運転手
- がんばれ!!ロボコン 第21話「ムンギャ！おいら修業に出るぞ！！」（1975年） - ボクシングジムの生徒 ※「太古八郎」名義
- プレイガールQ 第66話「人妻売春組織」（1976年）※「太古八郎」名義
- 非情のライセンス 第2シリーズ 第82話「兇悪の接吻」（1976年） - 寺島勇
- 5年3組魔法組 第7話「姉ちゃんはいや！兄ちゃんほしい」（1977年）
- Gメン'75　第161話「嘘つき警官」（1978年） − 曲がり角でぶつかった蕎麦屋
- ムー（1977年）
- ムー一族（1978年）
- 大都会　闘いの日々 第20話「週末」（1976年）
- 大都会 PARTII 第42話「赤い命を奪還せよ」（1978年）
- 高木彬光シリーズ 白昼の死角（1979年）
- 熱中時代 刑事編 第11話「金庫破りナンバー・ワン」（1979年） - 三田村
- 探偵物語 第7話「裏街の女」（1979年） - 片山
- ミラクルガール 第2話「パンダ爆撃3億円の照準」（1980年） - 三田村
- 新・江戸の旋風 第1話「誓いの八丈太鼓」（1980年） - 弁天
- 大激闘マッドポリス'80 第14話「ハンター・キラー」（1980年）
- 虹子の冒険（1980年）
- 特捜最前線 第173話「レイプ・恐怖の自転車置場！」（1980年）
- 御宿かわせみ 第22話「鬼女」（1981年） - 寺男
- 人妻捜査官（1984年）
- どきんちょ!ネムリン 第7話「必殺! イビキスプレー」（1984年）
- 裸の大将 第14話「帰って来た裸の大将放浪記」（1984年） - アキヤマ
- 気分は名探偵 第25話「圭介VS新米女性記者」（1985年）
- 月曜ワイド劇場「見込み違い夫婦」（1985年）

### テレビバラエティ
- 学校そば屋テレビ局（TBS）
- 日曜ビッグスペシャル 「ビートたけしの家庭でできる家族対抗いじわるゲーム大会」（1983年、テレビ東京）
- 日曜ビッグスペシャル 「オールスターチャリティーオークション笑ってもらって大もうけ！！」           (1984年7月1日 テレビ東京)
- 気分はパラダイス (テレビ東京)
- タモリ倶楽部 (テレビ朝日)
- 森田一義アワー 笑っていいとも!（フジテレビ、1983年4月 - 1984年3月、1985年4月 - 7月）
- オールナイトフジ (フジテレビ)
- 今夜は最高!（日本テレビ）

### CM
- アサヒビール「ミニ樽3」（1979 - 1980年） - 風間杜夫、柄本明、真行寺君枝と共演
- サントリーCanジンフィズ（1983年）
- エスエス製薬「エスカップ」（1983年） - 谷隼人、あき竹城と共演（2人の息子という設定）
- 大日本除虫菊「金鳥マット」（1984 - 1985年） - 掛布雅之（当時阪神三塁手）、西川のりおと共演
- エースコック「いか焼そば」（1984年） - 石立鉄男と共演
- 宝酒造「タカラCanチューハイ ライト」（1984年）
- オートバックス（1984年）
- ほてい缶詰「ツナカル」（1984年）

## 音楽
- たこでーす。（作詞：くのたかし、作曲・編曲：久石譲）

## 書籍
- たこでーす。〜オレが主役でいいのかなぁー〜（たこ八郎 著、アス出版：ISBN 4900402036）
- 天の誰かが好いていた（笹倉明 著、集英社 1984年 ISBN 4087750485）（たこ八郎をモデルにした小説）
- 昭和のチャンプ たこ八郎物語（笹倉明 著、葦書房 1989年 ISBN 4-7512-0736-9）（たこ八郎の生涯を綴ったノンフィクション小説、上記に加筆し改題したもの）
  - 同・文庫版 （集英社文庫 1989年 ISBN 4087494705）
  - タコちゃ〜ん（講談社）漫画化作品

## たこ八郎をモデルにしたドラマ
迷惑かけてありがとう
NHKの『銀河テレビ小説』1984年（昭和59年）6月4日〜6月29日、20回連続で放送。たこをモデルとした「佐々木金助」役は柄本明。
昭和のチャンプ〜たこ八郎物語〜
1990年（平成2年）3月5日、TBS系の『月曜ドラマスペシャル』で放映。全日本ボクシング協会協力、第7回ATP賞テレビグランプリ優秀賞受賞作品。
たこ役は片岡鶴太郎（元プロボクサー）、ファイティング原田役は渡嘉敷勝男（元WBA世界ジュニアフライ級王者）。由利徹も本人役で出演。鶴太郎はフジテレビ系『オレたちひょうきん族』でたこのものまねをやっていたが、ドラマはシリアスな作りで、鶴太郎もお笑い芸人ではなく俳優として演じている。ドラマの最後はスタッフロールの後に三本締めが入っている。